# Hideo Kojima

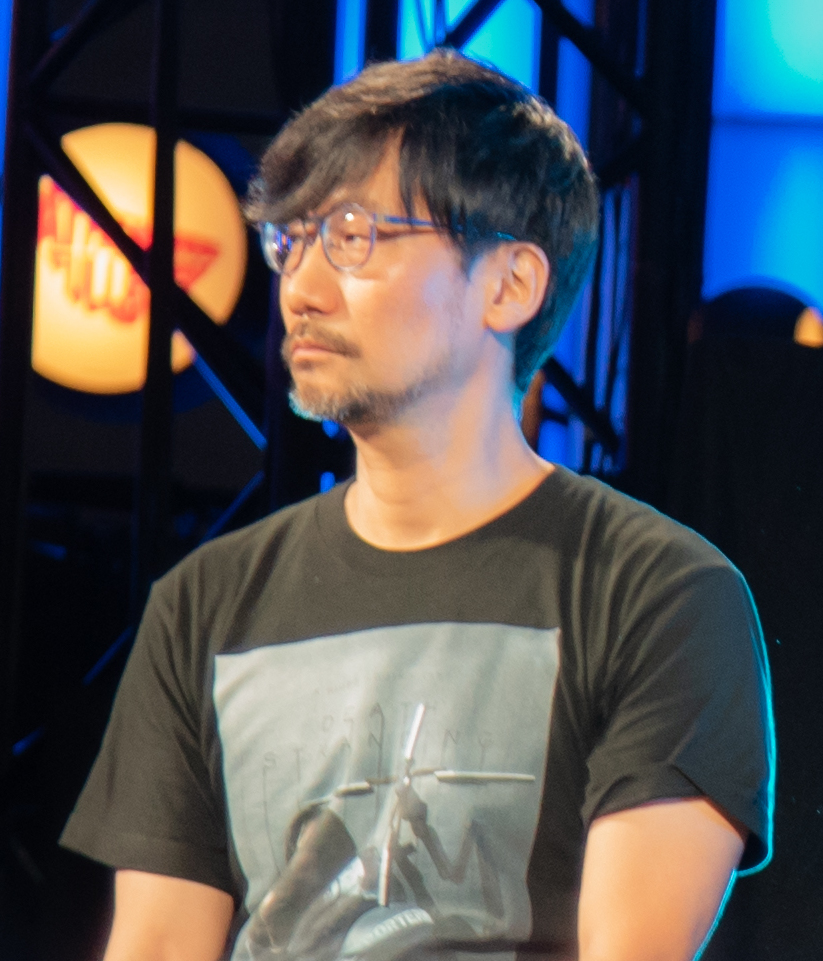
Hideo Kojima (2018)

Hideo Kojima (jap. 小島 秀夫, Kojima Hideo; * 24. August 1963 in Setagaya, Tokio) ist ein japanischer Spieleentwickler. Von 2011 bis 2015 war er Vizepräsident von Konami. Bekannt wurde er durch die Videospielreihe Metal Gear.

## Leben

### Kindheit und erste Arbeiten
Kojima zog mit drei Jahren mit seinen Eltern nach Kōbe und verbrachte dort seine Kindheit. Schon in jungen Jahren interessierte er sich für Filme, schrieb mit 14 Kurzgeschichten und erstellte 8-mm-Filme. Er wollte eines Tages als Regisseur arbeiten. 1986 bewarb sich der 23-jährige Kojima bei Konami als Spieleentwickler und brachte ein Jahr später Metal Gear heraus. Das Spiel galt als innovativ und originell, brachte dem Unternehmen zunächst aber nur mäßigen Erfolg ein.
1988 erschien das Spiel Snatcher für MSX und später in einer überarbeiteten Fassung für die Sony PlayStation. Von der Spielhandlung ähnelt das Science-Fiction-Adventure dem Film Blade Runner. 1990 kam die Fortsetzung von Metal Gear: Metal Gear 2: Solid Snake. Es erschien für den MSX-Standard, der seinen Zenit schon überschritten hatte, und brachte nicht den erhofften Durchbruch.
Zwei Jahre später wurde Snatcher für verschiedene Spielekonsolen umgesetzt und 1994 erschien Policenauts zuerst für PC-98 und später nochmal Neuauflagen für Konsolen. Zudem produzierte Kojima auch für den japanischen Markt Tokimeki Memorial, eine Ren’ai-Simulation. Alle Spiele waren in Japan sehr erfolgreich.

### Internationaler Durchbruch

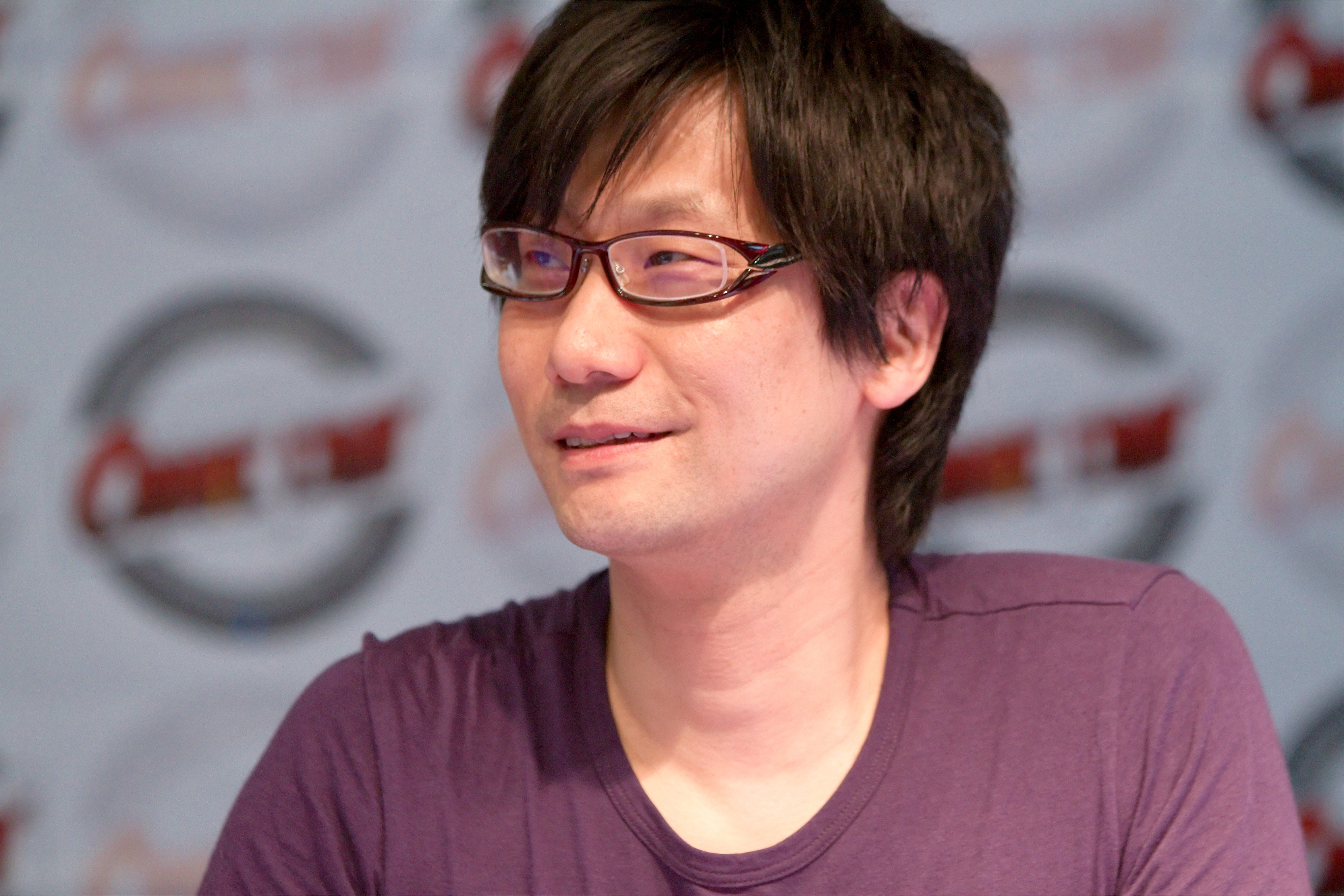
Hideo Kojima 2010 in Paris

Weltweite Bekanntheit erlangte Kojima mit Metal Gear Solid, dem dritten Titel in der Metal-Gear-Reihe, der erstmals 1998 für die PlayStation erschien. Die vielschichtigen Figuren, die komplexe Handlungsgeschichte und die innovativen Ideen brachten eine große Fangemeinde mit sich. Es zählte mit über 5,5 Millionen verkauften CDs zu den erfolgreichsten Spielen des Jahres. Weitere Auszeichnungen kamen hinzu.
Für den Game Boy Color erschien Metal Gear: Ghost Babel. Doch anders als die vorherigen Metal-Gear-Teile enthielt dieser Teil eine alternative Handlung zu Metal Gear Solid.
2001 erschien das Mecha-Actionspiel Zone of the Enders für PlayStation 2, welches ebenfalls erfolgreich war. 2002 erschien der offizielle Nachfolger zu Metal Gear Solid, exklusiv für PlayStation 2. Metal Gear Solid 2: Sons of Liberty war ebenfalls sehr erfolgreich. Mit sieben Millionen verkauften Kopien überbot das Spiel die Verkaufszahlen des Vorgängers.
2003 produzierte Kojima Zone of the Enders: The 2nd Runner für PS2 und Boktai: The Sun Is in Your Hand für Game Boy Advance. Das besondere bei Boktai ist, dass das Spiel mit einem Lichtsensor für ein besonderes Spielerlebnis ausgestattet ist.
Nach Boktai produzierte er ein Remake zu Metal Gear Solid für den GameCube. Die Zwischensequenzen von Metal Gear Solid: The Twin Snakes übernahm diesmal Ryūhei Kitamura.
2006 arbeitete er an Metal Gear Solid: Bande Dessinée (von frz. Bande Dessinée) bzw. Metal Gear Solid: Digital Graphic Novel für die PSP, welches den ersten Metal-Gear-Solid-Teil komplett in gezeichneter Form von Ashley Wood (unter anderem verantwortlich für die Zwischensequenzen in MGS: Portable Ops) darstellt. 2008 erschien in Japan sowie in den USA der Nachfolger Metal Gear Solid 2: Bande Dessinée bzw. Metal Gear Solid: Digital Graphic Novel 2, der die Geschichte des zweiten Teils Metal Gear Solid 2: Sons of Liberty darstellt. Hierbei entschloss man sich jedoch, statt eines PSP-Nachfolgers eine DVD-Variante zu veröffentlichen. Dieses Produkt besteht dazu aus zwei DVDs, der Digital Graphic Novel 2 und zusätzlich der komplett synchronisierten ersten Digital Graphic Novel.
Im Juni 2008 erschien Metal Gear Solid 4: Guns of the Patriots für die PlayStation 3. Im November 2008 bekam Hideo Kojima einen MTV Games Award (Lifetime Achievement Award) für sein Lebenswerk, darunter für die Schöpfung der Metal-Gear-Reihe.
Am 18. März 2014 erschien Metal Gear Solid V: Ground Zeroes, welches ein spielbarer Prolog für Metal Gear Solid V: The Phantom Pain ist. The Phantom Pain folgte im September 2015 und ist der letzte Teil der Metal-Gear-Solid-Saga, an dem Kojima beteiligt war. Nach Streitigkeiten mit Konami verließ Hideo Kojima 2015 den Videospiel-Konzern. Im Zuge des Konflikts wurde Kojimas damaliges Projekt Silent Hills eingestellt und das für die Entwicklung der Metal-Gear-Solid-Reihe zuständige Studio Kojima Productions von Konami aufgelöst. Im Dezember 2015 gründete Kojima das Entwicklerstudio jedoch unter selbem Namen als unabhängiges Unternehmen neu. Zudem kündigte er eine Partnerschaft mit Sony Computer Entertainment an. Auf der E3 2016 wurde das neue Projekt Death Stranding enthüllt. Das Spiel erschien am 8. November 2019 für Sonys PlayStation 4 als zeitlicher Exklusivtitel, bis die PC-Version am 14. Juli 2020 folgte.

## Persönliches
Laut zweier Spiegel-Online-Berichte leidet Kojima an Spielübelkeit, was dazu führe, dass er zwar Spiele entwickeln, aber diese nicht spielen könne, da ihm dabei schlecht werden würde. In einem Interview aus 2006 relativiert er, dass es sich um eine partielle Motion Sickness handelt, zum Beispiel bei First-Person-Shootern, die einen schnellen Kamerawechsel haben.
Kojima hat gute Kontakte zur US-amerikanischen Filmindustrie und arbeitet regelmäßig mit Branchengrößen wie dem Komponisten Harry Gregson-Williams zusammen. Er ist zudem eng mit den Regisseuren Guillermo del Toro und Nicolas Winding Refn befreundet.

## Einflüsse
Hideo Kojima ist ein bekennender Cineast, in einem Interview mit dem Magazin Time sagt er: „… ich mag Filme wirklich sehr. Ich versuche täglich mindestens einen Film zu sehen, wenn nicht mehr. Durch Filme habe ich viel über politische, kulturelle und ökonomische Themen gelernt, für die ich mich vorher nicht interessiert habe oder die mir nicht bewusst waren.“
Zudem bezieht der Vielleser Hideo Kojima Einflüsse aus der Literatur. Einer seiner Lieblingsautoren ist Abe Kōbō.

## Spiele von Hideo Kojima (Auswahl)
- 1986: Yumetairiku Adventure (Assistent Director)
- 1986: Lost World (eingestellt) (Autor, Director)
- 1987: Metal Gear (MSX; Planung, Skript, Director)
- 1988: Snatcher (MSX; Planung, Skript, Director)
- 1988: SD Snatcher (MSX; Planung, Skript, Director)
- 1990: Metal Gear 2: Solid Snake (MSX; Planung, Skript, Director, Grafik)
- 1994: Policenauts (PC-98; Planung, Skript, Director)
- 1997: Tokimeki Memorial Drama Series #1 (PS1; Planung, Produzent, Director)
- 1998: Tokimeki Memorial Drama Series #2 (PS1; Planung, Produzent)
- 1998: Metal Gear Solid (PS1; Planung, Skript, Director, Produzent, Bearbeitung)
- 1999: Metal Gear Solid Integral (PSX; Planung, Skript, Director, Produzent, Editing)
- 2000: Metal Gear: Ghost Babel (GBC; Planung, Produzent)
- 2000: Metal Gear Solid (PC; Planung, Skript, Director, Produzent, Bearbeitung)
- 2001: Zone of the Enders (PS2; Produzent)
- 2002: Metal Gear Solid 2: Sons of Liberty (PS2; Planung, Skript, Director, Produzent, Bearbeitung)
- 2003: Metal Gear Solid 2: Substance (Xbox, PC, PS2; Planung, Skript, Director, Produzent, Bearbeitung)
- 2003: Boktai: The Sun Is in Your Hand (GBA; Planung, Produzent)
- 2003: Zone of the Enders: The 2nd Runner (PS2; Produzent)
- 2004: Metal Gear Solid: The Twin Snakes (GC; Produzent)
- 2004: Metal Gear Solid 3: Snake Eater (PS2)
- 2004: Boktai 2: Solar Boy Django (GBA)
- 2004: Metal Gear Ac!d (PSP)
- 2005: Metal Gear Solid 3: Subsistence (PS2)
- 2006: Metal Gear Acid 2 (PSP)
- 2006: Metal Gear Solid: Digital Graphic Novel (PSP)
- 2007: Metal Gear Solid: Portable Ops (PSP) (Japan 2006)
- 2007: Lunar Knights (NDS)
- 2008: Metal Gear Solid: Portable Ops Plus (PSP) (Japan 2007)
- 2008: Metal Gear Solid 4: Guns of the Patriots (PS3)
- 2008: Metal Gear Solid: Digital Graphic Novel 2 (DVD, Japan/USA)
- 2009: Metal Gear Solid Touch (iOS)
- 2010: Metal Gear Solid: Peace Walker (PSP)
- 2012: Metal Gear Solid HD Collection (PS3, Xbox 360, PlayStation Vita)
- 2013: Metal Gear Rising Revengeance (PS3, Xbox 360, Windows)
- 2014: Metal Gear Solid V: Ground Zeroes (PS3, PS4, Xbox 360, Xbox One, Windows)
- 2015: Metal Gear Solid V: The Phantom Pain (PS3, PS4, Xbox 360, Xbox One, Windows)
- 2019: Death Stranding (PS4, PS5, Windows, Xbox Series)
- 2025: Death Stranding 2: On the Beach (PS5)

## Auszeichnungen
Die Website IGN wählte Hideo Kojima auf Platz 6 in der Bestenliste „Top 100 Game Creators of All Time“.
- 2008 MTV Game Awards: Bad Motherfucker (bester Endgegnerkampf) für den Kampf gegen Screaming Mantis in Metal Gear Solid 4: Guns of the Patriots (PlayStation 3)
- 2008 MTV Game Awards: Lifetime Achievement Award (Auszeichnung für sein Lebenswerk)
- 2009 Game Developers Conference: Lifetime Achievement Award (Auszeichnung für sein Lebenswerk)
- 2014 Golden Joysticks Awards: Lifetime Achievement Award (Auszeichnung für sein Lebenswerk)
- 2015 The Game Awards: Auszeichnung für Metal Gear Solid V: The Phantom Pain
- 2016 DICE Awards: AIAS Hall of Fame Award (Auszeichnung für sein Lebenswerk)
- 2016 The Game Awards: Industry Icon Award (Auszeichnung für sein Lebenswerk)
- 2019 Film Festival Cologne: Cologne Creative Award
- 2020 British Academy Video Games Awards: Academy Fellowship (Auszeichnung für sein Lebenswerk)

## Veröffentlichungen
- The Creative Gene: How books, movies, and music inspired the creator of Death Stranding and Metal Gear Solid. Viz Media, San Francisco, 2022, ISBN 978-1-9747-2591-5